# Katharina Spalek
Katharina Spalek (* 1976 in Mainz) ist eine deutsche Neurolinguistin.
Sie studierte Germanistik in Heidelberg, Oxford und Berlin. 2005 promovierte sie an der Radboud-Universität Nijmegen bei Herbert J. Schriefers zum Thema Retrieval and storage of lexico-syntactic properties: The case of grammatical gender. Als Postdoc war sie an der University of Pennsylvania bei Sharon Thompson-Schill und der University of Bristol bei Markus Damian. Im Oktober 2007 wurde sie zur Juniorprofessorin an die Humboldt-Universität zu Berlin berufen. Ab 2016 war sie dort Principal Investigator eines Starter Grants des Horizont-2020-Programms des Europäischen Forschungsrats (ERC) für ein Forschungsvorhaben mit dem Titel Focus alternatives in the human mind: Retrieval, representation, and recall. Am 1. August 2021 wurde sie zur W2-Professorin an die Heinrich-Heine-Universität Düsseldorf berufen für das Fach Allgemeine Sprachwissenschaft mit dem Schwerpunkt Psycho- und Neurolinguistik.
Katharina Spalek ist Peer-Rewierin für viele Fachzeitschriften wie zum Beispiel Glossa, Lingua, NeuroImage, Neuroscience, PLOS ONE und Psychological Research.
In ihrer Forschung beschäftigt sie sich mit der menschlichen Sprachverarbeitung sowie mit Laut- und Textphänomenen.